# باول بروف (موزع)
باول بروف (بالإنجليزية: Paul Brough)‏ هو معلم موسيقى بريطاني، ولد في 15 يوليو 1963.

## وصلات خارجية
- باول بروف على موقع ميوزك برينز (الإنجليزية)
- باول بروف على موقع ديسكوغز (الإنجليزية)